# Kuća na Poljičkom trgu 3 u Omišu
Kuća u Omišu, na adresi Poljički trg 3, nalazi u zapadnom dijelu grada, na Poljičkom trgu i stoji izolirana na njegovom južnom dijelu.

## Opis
Kuća se  Sastoji se od južnog, višeg i sjevernog nižeg dijela. Sjeverni dio s istočne strane u prizemlju ima vrata “na koljeno”. Po sredini zapadne fasade koja gleda na Cetinu je uska i duga kamena ploča s natpisom, omeđena s dva grba. Lijevo je grb providura L. Minija koji se sastoji od neprekidnog niza kosih polja, a desno s križem i žezlom, komunalni grb Omiša. Natpis je na latinskom jeziku, izveden u kapitali, a datira iz 1541. godine. Kuća je sagrađena u 19. stoljeću po rušenju sklopa gradskih zidina, na mjestu zapadnih gradskih vrata iz 16. stoljeća koja su izlazila na rijeku.

## Zaštita
Pod oznakom Z-5079 zavedena je kao nepokretno kulturno dobro - pojedinačno, pravna statusa zaštićena kulturnog dobra, klasificirano kao "javne građevine".